# バティック

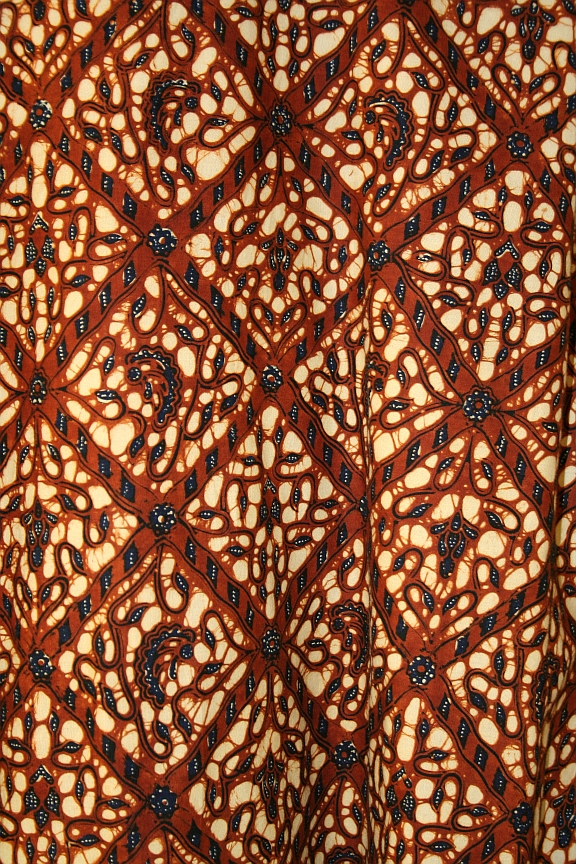
インドネシア製のバティックの生地

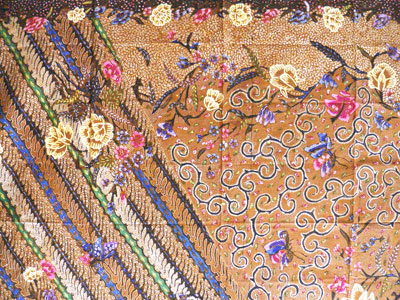
桜を描いたジャワ「ホコカイ」のバティック

バティック（ジャワ語: ꦧꦛꦶꦏ꧀、マレー語: batik）は、インドネシア、マレーシアのろうけつ染め布地の特産品。日本では更紗の一種とされる。更紗はインド、スリランカ、イラン、タイなどでも多く見られるが、インドネシア、マレーシアのものが最も多い。特にジャワ島のものが有名なため、「ジャワ更紗」と呼ばれることもある。
2009年にインドネシアのバティックが無形文化遺産に認定された。特にイスラム教徒の礼拝日にあたる金曜日はバティックデーとも呼ばれることがある。正装用バティックだけでなく、オフィスでも着用されるカジュアルバティックもある。

## 歴史
18世紀頃から作られるようになり、用途はサロン（腰巻き）、ケバヤ、ヒジャブなどの伝統衣装、スカーフ、ハンカチや、シャツ、ドレスなど洋式の衣服まで様々なものがある。
熱で溶かした蝋液での描画方法にはcanting、tjanting（チャンティン）と呼ばれる蝋噴出ペン使用の手書きと、cap（チャプ）と呼ばれる銅製のスタンプ押しがあり、手書きのみのものはBatik tulis（バティックトゥリスと呼ばれ高級品である。）また現在では工業化により、あらかじめパターン化された柄全体を印刷するプリントバティックという技法も普及している。
太平洋戦争中、日本に占領された現在のインドネシア地域（旧蘭印）では原材料の不足から生産高が大きく減ったが、日本主導の戦争協力組織「ジャワ奉公会」の庇護をうけた作業場では高品質のバティックが生産され、桜、蝶、菊など日本風の柄が導入された。このスタイルは今も「ホコカイ バティック」と呼ばれている。
2009年10月2日、インドネシアのバティックは、ユネスコの無形文化遺産に認定された。